# Channel@×AAA
『Channel@×AAA』（チャンネル・エー・トリプル・エー）は、エイベックスによるChannel-aで放送されたものから、AAAの出演した10番組を収録したもの。

## 概要
AAAが出演したChannel-aの映像作品である。

## 収録映像
1. Let's PARTY! - オープニング -(番組未放送)
2. 巨大ジェンガにチャレンジ (2005年9月 OA)
3. ボーリング8人全員クリア チャレンジ (2005年10月 OA)
4. 昔の自分にチャレンジ Part.1「ボーリング編」(番組未放送)
5. 世界記録にチャレンジ（2005年11月?2005年12月 OA)
6. 昔の自分にチャレンジ Part.2「世界記録編」(番組未放送)
7. Channel@ガチャガチャ (2006年2月 OA)
8. AAA日本武道館への道 前編 (2006年9月 OA)
9. AAA日本武道館への道 後編 (2006年9月 OA)
10. Cheers! - エンディング -(番組未放送)